# 中国民主建国会中央委员会
中国民主建国会中央委员会，简称民建中央，是中国民主建国会全国代表大会选举产生的中央领导机构。民建中央设办公厅、组织部、宣传部、调查研究部、联络部、为两个文明建设服务部等6个职能部室；同时主办《民讯》和经济理论杂志《经济界》，并下辖民主与建设出版社。

## 历届民建中央

### 第十一届中央委员会
- 任期：2017年12月－2022年12月
- 主席：郝明金
- 常务副主席：辜胜阻
- 副主席：张少琴、李谠、周汉民、吴晓青、高峰、陈文华、孙东生、秦博勇、李世杰
- 秘书长：李世杰
- 常务委员：马国湘、王舰、车秀兰、白重恩、宁崇瑞、刘炳江、孙菊生、苏华、李心、李瑶、李文海、李冬玉、李伯潭、李荣禧、李修松、杨成长、杨培君、吴志明、沈金强、张文彤、陈小平、武献华、洪慧民、袁慧琴、钱学明、倪晋仁、高纪凡、郭爱玲、郭跃进、龚立群、董新光、程京、蒙晓灵、赖明勇、骞芳莉、薛维梁

### 第十二届中央委员会
- 任期：2022年12月－
- 主席：郝明金（第十四届全国人大常委会副委员长）
- 常务副主席：秦博勇（女）（第十四届全国政协副主席）
- 副主席：孙东生、李世杰、沈金强、孙菊生、洪慧民、张文彤、司马红（女）、程京、解冬（女）
- 秘书长：陈百灵
- 常务委员：马华东、王舰、方传龙、白重恩、庄文忠、刘炳江、苏华、苏莉（女）、李心（女）、李瑶（女）、李霞（女）、李文海、李忠民、李俊林、杨成长、杨培君、吴志明、陈小平、金桩（蒙古族）、贾晓东、钱学明、倪晋仁、高纪凡、郭蓉（女）、郭彩云（女）、曹武、章晓洪、梁留科、葛建团、曾钫、谢商华（女）、蒙晓灵（女）、赖明勇